# 1774 au Québec
Cet article traite des événements survenus en 1774 au Québec. 

## Événements
- Printemps : Joseph Frobisher (en) atteint le portage qui sépare le bassin de la Saskatchewan du bassin de la rivière Churchill[1]. La compagnie de la Baie d'Hudson s’engage sur les voies d’eau de l’intérieur du Canada.
- 22 juin : promulgation de l'Acte de Québec[2]. Le territoire de la Province de Québec est agrandi allant du Labrador aux pourtours des Grands Lacs avec une partie de la vallée de l'Ohio. Les îles de la Madeleine sont annexées à la province de Québec tandis que l'île d'Anticosti passe de Terre-Neuve au Québec. Le Code civil français est accordé et le Code criminel anglais maintenu. L'acte est un des premiers gestes de l'empire britannique favorisant l'Émancipation des catholiques. L'Acte de Québec a provoqué du mécontentement dans les colonies anglaises.
- 26 octobre : le congrès continental invite par une lettre les habitants de la province de Québec à adhérer à la confédération des colonies américaines et s’adresse à la classe marchande pour répandre l’idée d’une sécession[3].
- Samuel Hearne établit le poste de Cumberland house pour le compte de la Compagnie de la Baie d'Hudson dans l'actuelle Saskatchewan.

### Côte du Pacifique
- L'Espagne tente de revendiquer le territoire allant du Mexique à l'Alaska sur la côte du Pacifique. Il envoie Juan José Pérez Hernández explorer la côte ouest de l'Amérique du Nord.

## Naissances
- 4 février : Frederick Traugott Pursh, botaniste.
- 7 mars : Daniel Arnoldi, médecin.
- 13 mars : Rose Fortune, entrepreneur.
- 14 mai : Joseph Bouchette, arpenteur.
- 28 juillet : Elias Walker Durnford, concepteur de la Citadelle de Québec.
- 1er août : Jérôme Demers, prêtre et éducateur.
- 19 août : Denis-Benjamin Viger, premier ministre du Canada-Uni.
- 17 septembre : William Fitzwilliam Owen, explorateur.
- Pierre Beaudry (Montréal), commerçant et homme d'affaires.
- James O'Donnell, architecte.

## Décès
- Louis Groston de Bellerive de Saint Ange, officier et commandant de fort (° 1700).
- 17 avril : John Winslow, militaire britannique.
- 11 juillet : Sir William Johnson, général.